# 헤구리정
헤구리정(일본어: 平群町)은 일본 나라현 북서부 이코마군의 정이다.

## 지리
서쪽은 이코마 산계, 동쪽은 야다 구릉에 둘러싸인 산간의 작은 평야이다. 다쓰타강이 남쪽으로 흘러 야마토강으로 흘러 들어간다.

## 역사
고대의 야마토국 헤구리군 헤구리향의 땅이다. 고대 호족 헤구리 씨의 본거지였으며 헤구리 신사, 헤구리마스키노 씨 신사, 헤구리이시토코 신사 등의 연희식에 기록되어 있는 신사가 자리잡고 있으며 고분 64기가 산재한다.
중세 후기에는 자주 야마토국을 움직이는 중심지가 되었다. 1536년에 기자와 나가마사가 시기산성을 축성하였고 훗날 야마토에 들어온 마쓰나가 히사히데가 이것을 보수하고 거성으로 해 야마토 공략의 거점으로 삼았다. 히사히데의 멸망 후에 성은 버려졌다.

## 교통

### 철도
- 긴키 닛폰 철도 이코마선
  - (← 이코마시 히가시야마역) - 모토산조구치역 - 헤구리역 - 다쓰타가와역 - (산고정 세야키타구치역 →)

### 도로
- 국도 제168호선